# Федорівка (Сакський район)
Федорівка — колишнє село в Євпаторійському районі Автономної Республіки Крим. Підпорядковувалось Новофедорівській селищній раді, за переписом населення 2001 року мало 46 жителів.
Знято з обліку рішенням Верховної Ради Автономної Республіки Крим від 17 лютого 2010. Це рішення було обумовлено тим, що раніше село було включено у межі селища міського типу Новофедорівки.